# Павловка (Ічалківський район)
Па́вловка (рос. Павловка, ерз. Павловка) — селище у складі Ічалківського району Мордовії, Росія. Входить до складу Оброчинського сільського поселення.

## Населення
Населення — 6 осіб (2010; 15 у 2002).
Національний склад (станом на 2002 рік):
- ерзяни — 87 %